# U 79 (U-Boot, 1941)
U 79 war ein deutsches U-Boot vom Typ VII C, das im Zweiten Weltkrieg von der deutschen Kriegsmarine eingesetzt wurde.

## Geschichte
Der Auftrag für das Boot wurde am 25. Januar 1939 an die Vegesacker Werft, ein Tochterunternehmen der Bremer Vulkan, dass extra für den U-Bootbau gegründet wurde, in Bremen vergeben. Die Kiellegung erfolgte am 17. April 1940, der Stapellauf am 25. Januar 1941, die Indienststellung unter Kapitänleutnant Wolfgang Kaufmann fand schließlich am 13. März 1941 statt. Wie viele deutsche U-Boote seiner Zeit führte auch U 79 bootsspezifische Zeichen, die von der Besatzung ausgesucht wurden, sich im Verlauf der Einsatzzeit änderten und von den Soldaten an Mützen und Schiffchen getragen wurden. Hierzu gehörten diverse Glückssymbole, wie ein Heinzelmännchen ein Glücksschwein oder ein Teddybär. Das Emblem des Bootes war das Wappen von Würzburg.
Das Boot gehörte nach seiner Indienststellung am 13. März 1941 bis zum 30. Juni 1941 als Ausbildungsboot zur 1. U-Flottille und war in Kiel stationiert. Nach der Ausbildung verblieb U 79 vom 1. Juli 1941 bis zum 30. September 1941 als Frontboot bei der 1. U-Flottille und wurde in Brest stationiert. Vom 1. Oktober 1941 bis zu seiner Versenkung am 23. Dezember 1941 gehörte das Boot zur 23. U-Flottille in Salamis.

## Einsatzstatistik
Kommandant Wilhelm Kaufmann führte U 79 während seiner Dienstzeit auf sechs Unternehmungen, auf denen er zwei Schiffe mit einer Gesamttonnage von 2.983 BRT versenkte und eines mit einer Tonnage von 10.356 BRT beschädigte. Ein Schiff mit 625 BRT wurde als Totalverlust eingestuft.

### Erste Unternehmung
Das Boot lief am 5. Juni 1941 um 9:20 Uhr von Kiel aus und am 5. Juli 1941 um 14:08 Uhr in Lorient ein. Auf dieser 31 Tage dauernden und zirka 6.600 sm über und 150 sm unter Wasser langen Unternehmung in den Nordatlantik wurde ein Schiff mit 1.524 BRT versenkt und ein Schiff mit 10.356 BRT beschädigt.
- 11. Juni 1941: Versenkung des norwegischen Dampfers Havtor (Lage) mit 1.524 BRT. Der Dampfer wurde durch einen Torpedo und Artillerie versenkt. Er fuhr in Ballast und war auf dem Weg von Reykjavík nach Pictou (Neuschottland). Es gab sechs Tote und 14 Überlebende.
- 27. Juni 1941: Beschädigung der niederländischen Tankers Tibia mit 10.356 BRT. Der Tanker wurde durch einen Torpedo beschädigt. Er hatte Diesel geladen und befand sich auf dem Weg von Curaçao und den Bermudas nach Old Kilpatrick (Schottland). Das Schiff gehörte zum Konvoi HX-113.

### Zweite Unternehmung
Das Boot lief am 21. Juli 1941 um 16:55 Uhr von Lorient aus und am 16. August 1941 um 13:15 Uhr wieder dort ein. Auf dieser 26 Tage dauernden und zirka 4.900 sm über und 167 sm unter Wasser langen Unternehmung in den Nordatlantik und westlich von Spanien wurde ein Schiff mit 2.475 BRT versenkt.
- 27. Juli 1941: Versenkung des britischen Dampfers Hawkinge (Lage) mit 2.475 BRT. Der Dampfer wurde durch drei Torpedos versenkt. Er hatte 2.806 t Kohle geladen und befand sich auf dem Weg von Glasgow nach Lissabon. Das Schiff gehörte zum Konvoi OG-69 mit 27 Schiffen. Es gab 15 Tote und 16 Überlebende.

### Dritte Unternehmung
Das Boot lief am 14. September 1941 um 20:00 Uhr von Lorient aus und lief am 18. September 1941 um 16:27 Uhr wieder dort ein. Auf dieser vier Tage dauernden und zirka 850 sm über und 43 sm unter Wasser langen Unternehmung in die Biscaya, die wegen der Erkrankung des Kommandanten abgebrochen werden musste, wurden keine Schiffe versenkt oder beschädigt.

### Vierte Unternehmung
Das Boot lief am 28. September 1941 um 11:00 Uhr von Lorient aus und am 23. Oktober 1941 in Salamis ein. Auf dieser 26 Tage dauernden und zirka 4.350 sm über und 433 sm unter Wasser langen Unternehmung wurde am 5. Oktober 1941 die Straße von Gibraltar durchbrochen und im östlichen Mittelmeer operiert. Es wurde ein Kanonenboot mit 625 t so schwer beschädigt, dass es als Totalverlust gilt.
- 21. Oktober 1941: Beschädigung des britischen Kanonenbootes HMS Gnat mit 625 t. Das Boot wurde durch zwei Torpedos so schwer beschädigt, dass es nach dem Einschleppen aus der Liste der Kriegsschiffe gestrichen wurde.

### Fünfte Unternehmung
Das Boot lief am 29. November 1941 um 10:00 Uhr von Salamis aus und am 8. Dezember 1941 um 9:11 Uhr wieder dort ein. Auf dieser neun Tage dauernden und zirka 1.300 sm über und 131 sm unter Wasser langen Unternehmung im Mittelmeer vor der Cyrenaika-Küste und Tobruk wurden keine Schiffe versenkt oder beschädigt.

### Sechste Unternehmung
Das Boot lief am 21. Dezember 1941 von Salamis aus und wurde am 23. Dezember 1941 versenkt. Auf dieser drei Tage dauernden Unternehmung in das Mittelmeer und der Cyrenaika-Küste wurden keine Schiffe versenkt.

## Verbleib
U 79 wurde am 23. Dezember 1941 im Mittelmeer vor Tobruk durch Wasserbomben der britischen Zerstörer Hasty und Hotspur auf der Position 32° 15′ N, 25° 19′ O im Marine-Planquadrat CO 6794 zum Auftauchen gezwungen und von der Besatzung selbstversenkt. Alle 44 Besatzungsmitglieder konnten gerettet werden.
U 79 verlor während seiner Dienstzeit keine Besatzungsmitglieder.

## Rezeption
Auf Basis der – mit Ausnahme der letzten Feindfahrt – erhaltenen Kriegstagebücher erzählen Hans-Joachim Röll und Michael Besler in "U 79 – Das Kriegstagebuch" die Geschichte des Bootes. Die Ereignisse der letzten Feindfahrt, die zum Verlust des Bootes führte, wurden anhand von Flottillenakten, Funksprüchen und Berichten von Besatzungsmitgliedern rekonstruiert.